# Bastnäsite-(La)
La bastnäsite-(La) è un minerale appartenente al gruppo della bastnäsite.